# Гюґо Гамільтон
Гюґо Гамільтон (нар. 28 січня 1953, Дублін) — ірландський письменник. Справжнє ім'я — Йоганнес О'Гурмолтай (Johannes Ó Hurmoltaigh).

## Життєпис
Мати Гамільтона — німкеня, за віросповіданням римська католичка, яка відправилася в 1949 році в Ірландію на паломництво. Вона вийшла заміж за ірландця і оселилися в Ірландії. Батько письменника був суворим націоналістом, який наполягав, що його діти повинні говорити тільки ірландською або німецькою, і в жодному разі не англійською. Заборона призвела до внутрішнього спротиву, про що Гюґо Гамільтон писав згодом :
|  | Заборона англійської мови дозволила мені побачити це як виклик. Ще в дитинстві я розмовляв зі стінами англійською і таємно репетирував діалог, який почув на вулиці. |

Як наслідок — він виріс в трьох мовах — англійській, ірландській та німецькій. При цьому, у нього було таке відчуття, що не належать до будь-якої з них: «немає дітей, схожих на мене, немає етнічних груп, до яких би міг я приєднатись».
Гамільтон став журналістом, потім почав писати оповідання і романи. Дія перших трьох його романів розгортається в Центральній Європі. Після року, проведеного в Берліні на стипендію культури DAAD, він завершив свої мемуари Люди з веснянками(2003), які отримали широке міжнародне визнання.
У травні 2007 року німецьке видавництво Luchterhand опубліковано Die redselige Insel(The Island of Talking), у якому Гамільтон проїхав по шляху Генріха Белля в Ірландії, який повинен був складати основу його бестселера Irisches Tagebuch (Ірландський журнал) в 1957 році.
Ірландська письменниця Енн Енрайт описала Гамільтона як письменника, «який любить простір між речами: його герої живуть, не тільки між культурами або між мовами, але і між минулим і майбутнім».
В даний час Гюґо Гамільтон живе в Дубліні. У 1992 році він був нагороджений премією Rooney Prize for Irish Literature. Французький переклад Люди з веснянками отримав Prix Femina Etranger в 2004 році, італійський переклад виграв Premio Giuseppe Berto в 2004 році. Гамільтон є членом Aosdána і був нагороджений Bundesverdienstkreuz — орденом «За заслуги» від Німеччини за його унікальний внесок у літературу та взаєморозуміння між народами Німеччини та Ірландії.

### Романи
- Сурогатне Місто (1990) ISBN 0-571-14432-2
- Останній постріл (1991) ISBN 0-571-16391-2
- Випробування любові (1995) ISBN 0-571-16954-6
- Headbanger (1996) ISBN в 0-436-20405-3
- Сумний шельма (1998) ISBN 0-436-20490-8
- Маскування (2008) ISBN 0-00-719216-9
- Рука у вогні (2010)
- Кожну хвилину (2014)

### Оповідання
- Дублін, у якому ростуть пальми (1996) ISBN в 0-571-17693-3

### Мемуари
- Люди з веснянками (2003) ISBN в 0-00-715663-4
- Матрос в гардеробі (2006) ISBN 0-00-719217-7